# Patrick Kilpatrick
Patrick Kilpatrick (Orange (Virginia), 20 augustus 1949), geboren als Robert Donald Kilpatrick jr., is een Amerikaans acteur en filmproducent, filmregisseur en scenarioschrijver.

## Biografie
Kilpatrick werd geboren in Orange (Virginia), en op zesjarige leeftijd verhuisde zijn familie naar Connecticut. 
Kilpatrick is naast acteur ook leraar in acteren, produceren en scenarioschrijven aan de Hampden-Sydney College in Hampden Sydney en universiteit van Wisconsin in Wisconsin. 
Kilpatrick was van 1986 tot en met 2003 getrouwd en heeft hieruit twee kinderen. 

## Filmografie

### Films
Selectie:
- 2008 Parasomnia – als Byron Volpe
- 2002 Minority Report – als Knott
- 1997 Free Willy 3: The Rescue – als John Wesley
- 1996 Eraser – als James Haggerty
- 1995 Under Siege 2: Dark Territory – als huursoldaat
- 1994 The Stand – als Ray Booth
- 1993 Best of the Best 2 – als Finch
- 1985 Insignificance – als chauffeur
- 1990 Death Warrant - als Christian 'The Sandman' Naylor

### Televisieseries
Selectie:
- 2001 Dark Angel – als Rode-serie soldaat – 2 afl.
- 1996-1997 Dr. Quinn, Medicine Woman – als sergeant O'Connor – 8 afl.
- 1989-1990 Tour of Duty – als Duke Fontaine – 3 afl.
- 1989 Santa Barbara - als Mickey James - 4 afl.
- 1984 The Edge of Night - als Ken Bloom - 13 afl.

### Filmproducent
- 2015 Burn Off – film
- 2014 Dying for Living – film
- 2014 Active Shooter – film
- 2013 Chavez Cage of Glory – film
- 2012 Malachi IX – korte film
- 2012 The Zombinator – film
- 2009 Never Surrender – film

### Filmregisseur / Scenarioschrijver
- 2015 Burn Off – film
- 2014 Active Shooter – film

- Library of Congress Control Number: no2011060988
- Virtual International Authority File: 169946517
- WorldCat: E39PBJvmPjyhhWj9hPpVxXRFrq